# Corbeny
Corbeny – miejscowość i gmina we Francji, w regionie Hauts-de-France, w departamencie Aisne.
Według danych na styczeń 2014 roku gminę zamieszkiwały 753 osoby, a gęstość zaludnienia wynosiła 49,7 osób/km².